# 伊丽莎白·利珀
伊丽莎白·利珀（羅馬尼亞語：Elisabeta Lipă，1964年10月26日—），旧姓奥莱纽克（Oleniuc），罗马尼亚女子赛艇运动员。她曾代表罗马尼亚参加1984年、1988年、1992年、1996年、2000年和2004年夏季奥林匹克运动会赛艇比赛，获得五枚金牌、二枚银牌和一枚铜牌。